# Falling in Love (Frankie Miller)
| Recensione              | Giudizio |
| ----------------------- | -------- |
| AllMusic                |          |
| Dizionario del Pop-Rock | [ 2 ]    |

Falling in Love è il sesto album di Frankie Miller, pubblicato dall'etichetta discografica Chrysalis Records nel gennaio del 1979.
La versione dell'album destinato al mercato nordamericano uscì con il titolo A Perfect Fit e conteneva il brano Something About You al posto di If I Can Love Somebody.

## Tracce

### LP
Lato A
1. When I'm Away from You – 3:23 (Frankie Miller)
2. Is This Love – 2:53 (Bob Marley)
3. If I Can Love Somebody – 2:48 (John Hiatt)
4. Darlin' – 3:08 (Oscar Blandamer)
5. And It's Your Love – 3:55 (Frankie Miller)

Lato B
1. A Woman to Love – 3:40 (Frankie Miller)
2. Falling in Love with You – 4:39 (Frankie Miller)
3. Every Time a Teardrop Falls – 2:34 (Kerry Chater, Douglas L.  A. Foxworth)
4. Pappa Don't Know – 3:40 (Frankie Miller)
5. Good to See You – 5:02 (Allan Taylor)

### CD
Edizione CD, pubblicato dalla Archive Records (AIRAC-1260-A)
1. When I'm Away from You (Frankie Miller)
2. Is This Love (Bob Marley)
3. If I Can Love Somebody (John Hiatt)
4. Darlin' (Oscar Blandamer)
5. And It's Your Love (Frankie Miller)
6. A Woman to Love (Frankie Miller)
7. Falling in Love with You (Frankie Miller)
8. Every Time a Teardrop Falls (Kerry Chater, Douglas L.  A. Foxworth)
9. Pappa Don't Know (Frankie Miller)
10. Good to See You (Allan Taylor)
11. Something About You (Brian Holland, Lamont Dozier, Eddie Holland) – Traccia bonus
12. Is This Love (Bob Marley) – Traccia bonus - Versione Live
13. Cry to Me (Bert Russel (Bert Berns)) – Traccia bonus - Versione Live
14. Cold Turkey (John Lennon) – Traccia bonus - Versione Live
15. When Something Is Wrong with My Baby (Isaac Hayes, David Porter) – Traccia bonus - Versione Live

## Musicisti
- Frankie Miller – voce, chitarra acustica, chitarra elettrica, armonica, cori, arrangiamenti
- Tim Renwick – chitarra
- Ed Deane – chitarra
- Terry Britton – chitarra
- Steve Simpson – chitarra, mandolino, accordion
- Chris Hall – tastiere
- Paul Carrack – tastiere, cori
- Ron Asprey – strumenti a fiato
- Tex Comer – basso
- Dave Wintour – basso
- Fran Byrne – batteria
- Chris Slade – batteria
- Barrie Guard – percussioni
- Plain Sailing – cori
- Linda Taylor – cori
- David Mackay – arrangiamenti, arrangiamento strumenti a corda
- Barrie Guard – conduttore orchestra

Note aggiuntive
- David Mackay – produttore
- Registrato al The Factory, Woldingham, Surrey, Inghilterra
- David Mackay – ingegnere delle registrazioni
- Duffy – foto copertina album originale
- Peter Wagg – art direction copertina album originale[3]

## Classifica
Album
| Anno | Classifica            | Posizione raggiunta |
| ---- | --------------------- | ------------------- |
| 1979 | Official Albums Chart | 54                  |

Singoli
| Anno | Titolo del brano       | Classifica             | Posizione raggiunta |
| ---- | ---------------------- | ---------------------- | ------------------- |
| 1979 | When I'm Away from You | Official Singles Chart | 42                  |